# Seeburg (Naturschutzgebiet)
Koordinaten: 51° 57′ 19″ N, 11° 15′ 19″ O
Seeburg ist ein Naturschutzgebiet in der zur Verbandsgemeinde Westliche Börde gehörenden Kleinstadt Gröningen im Landkreis Börde in Sachsen-Anhalt.
Das Naturschutzgebiet mit dem Kennzeichen NSG 0034 ist 10,55 Hektar groß. Es liegt nordöstlich von Gröningen und stellt einen Erdfall im nordöstlichen Harzvorland unter Schutz. Die Geländesenke liegt in einer sonst flachwelligen Ebene, die großräumig ackerbaulich genutzt wird. Die Senke ist wassergefüllt und entwickelt sich in niederschlagsreichen Jahren zu einem der größten natürlichen Gewässer der Magdeburger Börde. Das Naturschutzgebiet ist vollständig von Ackerflächen umgeben, die zu einem großen Nährstoffeintrag in das Naturschutzgebiet führen.
Die offene Wasserfläche wird von Verlandungszonen mit Schlamm- und Schlickflächen umgeben. Die Verlandungszonen werden von Schilfröhricht eingenommen, die sich bei sehr niedrigem Wasserstand fast auf das gesamte Gebiet ausdehnen. Daneben sind Sumpf-Gänsedistel und Seggenriede mit Sumpfsegge und Rauhaarigem Weidenröschen zu finden. Von Rand her besiedeln Gehölze die Senke, darunter Bruchweide und Schwarzer Holunder.
Das Naturschutzgebiet ist Nahrungs- und Brutgebiet zahlreicher Vogelarten sowie ein bedeutsamer Rastplatz für Wasservögel. Im Naturschutzgebiet brüten u. a. Hauben-, Rothals- und Zwergtaucher sowie Wasserralle und Tüpfelsumpfhuhn. Die Schilfflächen bieten der Rohrweihe einen geeigneten Lebensraum. Daneben kommt auch die Wiesenweihe vor. Beide Greifvögel brüten auch hier. Für Bartmeisen sind die Schilfflächen ein geeigneter Rastplatz.
Weiterhin ist das Naturschutzgebiet Lebensraum für verschiedene Amphibien wie Wasserfrosch, Knoblauch-, Erd- und Wechselkröte sowie Teichmolch. Außerdem kommen Libellen vor, darunter Südliche Binsenjungfer, Keilfleck-Mosaikjungfer, Große und Kleine Königslibelle.
Das Gebiet steht seit Ende 1967 unter Schutz (Datum der Verordnung: 11. September 1967). Zuständige untere Naturschutzbehörde ist der Landkreis Börde.